# Determinatieve bepaling
Een determinatieve bepaling is een meestal uit niet meer dan één woord bestaande bepaling die bij een zelfstandig naamwoord hoort en een zekere relatie met de context legt. Een determinatieve bepaling onderscheidt zich hierdoor van een bijvoeglijke bepaling, waarvan de toevoeging over het algemeen subjectief en niet contextafhankelijk is. Een determinatieve bepaling is over het algemeen een lidwoord, aanwijzend voornaamwoord of kwantor.
De volgende zinsdelen bevatten steeds zowel een bijvoeglijke als een determinatieve bepaling, en deze laatste is cursief  weergegeven:
- Sommige goede mensen.
- Dat mooie gebouw.
- Een knappe, blonde jongen.
- Een lelijke auto.

## Verwante begrippen
Determinatieve bepalingen zijn meestal ook determinatoren. Determinatieve bepalingen zijn in de regel geen telwoorden ofwel numerieke bepalingen.